# سليمان ‌الأول

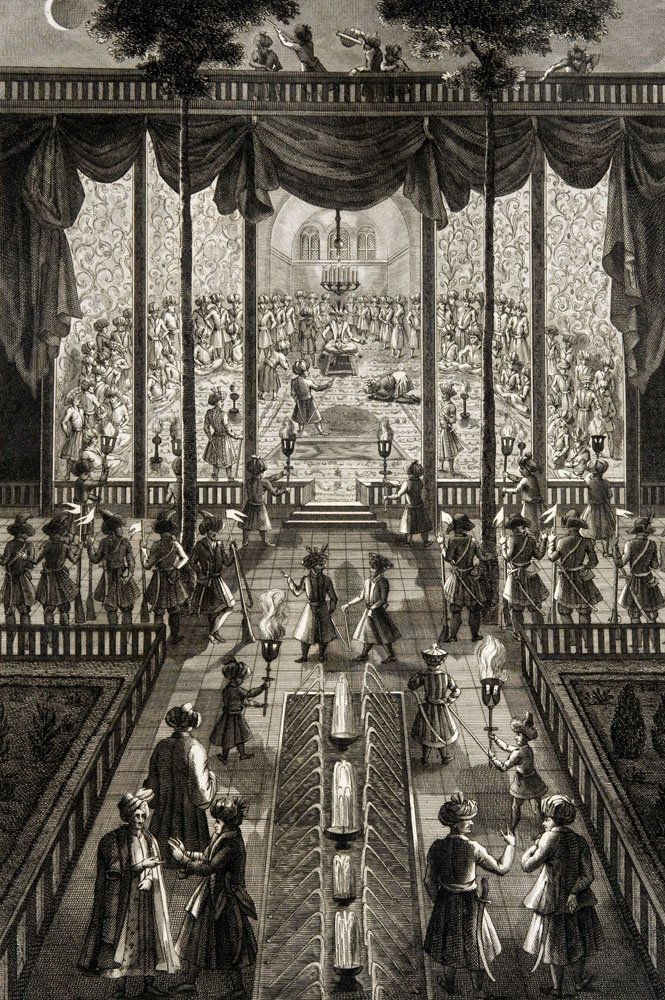
حفل تتويج سليمان الأول الصفوي 1666

ظِلُّ اللهِ أبُو المُظَفَّر أبُو المَنصُورِ الشَّاهُ سُلَيْمَانُ بنُ الشَّاهِ عَبَّاس الثَّانِي الصَّفَويّ بَهَادُر خَان شَاهِنْشَاهُ فَارِس (بالفارسية: ظل‌الله ابوالمظفر ابوالمنصور شاه سلیمان بن شاه عباس ثانی صفوی بهادرخان شاهنشاه فارس) وسابقًا ظِلُّ اللهِ أبُو المُظَفَّر أبُو المَنصُورِ الشَّاهُ صَفِي الثَّانِي بنُ الشَّاهِ عَبَّاس الثَّانِي الصَّفَويّ بَهَادُر خَان شَاهِنْشَاهُ فَارِس (بالفارسية: ظل‌الله ابوالمظفر ابوالمنصور شاه صفی ثانی بن شاه عباس ثانی صفوی بهادرخان شاهنشاه فارس) (محرم 1058 هـ - 6 ذو الحجة 1105 هـ المُوافق فيه فبراير (شباط) أو مارس (آذار) 1648م ‐ 29 يوليو (أيار) 1694م) المشهور اختصارًا بِـ«سليمان الأول» وسابقًا «صفي الثاني» هو الشاه الثامن للدولة الصفوية التي كانت واحدة من أهم الدول في المشرق. وقد حكم البلاد من سنة 1077 هـ المُوافقة لِسنة 1666م إلى سنة 1105 هـ المُوافقة لِسنة 1694م. توِّج مرَّتين، حمل في المرَّة الأولى لقب «صفي الثاني» وتوِّج في المرَّة الثانية بِلقب «سليمان الأول».
في عهده استولى الهولنديون على جزيرة قشم في مضيق هرمز، وأخذ الأوزبك خراسان. وأغار اليعاربة على ميناء بندر عباس.